# Candy and a Currant Bun
«Candy and a Currant Bun» (с англ. — «Конфета и булочка со смородиной») — песня британской рок-группы Pink Floyd, написанная Сидом Барреттом и выпущенная в 1967 году на обратной стороне сингла «Arnold Layne».

## Текст песни
На концертах в 1967 году, песня была известна как «Let's Roll Another One», и содержала строчку «I'm high — don't try to spoil my fun», однако звукозаписывающая компания вынудила Барретта переписать текст и на этот раз, по предложению Роджера Уотерса, без полемических отсылок к наркотикам. Тем не менее, записанная версия содержала строчку «Oh don't talk with me, please just fuck with me», которую цензоры BBC пропустили.

## Участники записи
- Сид Барретт — гитара, лид-вокал
- Роджер Уотерс — бас-гитара
- Ричард Райт — орган, бэк-вокал
- Ник Мейсон — ударные, перкуссия